# برونو لاجي
برونو لاجي (مواليد 12 مايو 1976) هو مدرب كرة قدم برتغالي يدرب حالياً نادي وولفرهامبتون واندررز.